# Marju Riisikamp
Marju Riisikamp (Tallinn, 1958) è una clavicembalista, organista e pianista estone.
Marju Riisikamp ha studiato Pianoforte presso il Conservatorio Statale di Tallinn. Ha proseguito i suoi studi in organo in Estonia, Lituania, Russia, Paesi Bassi, Germania, Svizzera e Italia. Ha suonato a molti ensembles di musica antica estoni. Ha partecipato, come continuista, dell'opera di Georg Friedrich Händel "Alcina" all'opera di Riga. Ha tenuto numerose esecuzioni come solista e ensemble in Finlandia, Svezia, Russia, Lituania, Lettonia, Germania, Danimarca e Italia. Ha effettuato registrazioni presso la Radio Nazionale Estone e registrato due CD: il primo (Espressione) con musiche di Antonio Valente, Giovanni de Macque, Ascanio Mayone e Girolamo Frescobaldi per la Radio Nazionale Estone; il secondo (Renaissance Organ Music from England & Italy) con musiche di Orlando Gibbons, William Byrd, Andrea Gabrieli e Claudio Merulo.

## Biografia
Si è diplomata in Pianoforte nel 1982 presso il Conservatorio Statale di Tallinn (ora EMTA) sotto la guida di Virve Lippus Dal 1982 al 1987 ha proseguito la sua attività presso la locale scuola di musica (G. Otsa nim. Tallinna Muusikakool) come maestro di concerto. Ha proseguito gli studi perfezionandosi su strumenti antichi a tastiera (organo), clavicordo e clavicembalo) con Ketil Haugsand, Edward Parmentier, José Gonzales Uriol, Brett Leighton, David Hunter, Pieter van Dijk, William Porter e Luigi Ferdinando Tagliavini.
Negli anni 1994-2000 ha frequentato regolarmente i corsi tenuti in Italia da Christopher Stembridge. Nel 2000 ha conseguito il master in clavicembalo presso l'Accademia Estone di Musica di Tallinn ed il dottorato presso la stessa accademia; nello stesso periodo ha frequentato la Hochschule für Musik Trossingen (Germania) con Edoardo Bellotti (organo) e Marieke Spaans (clavicembalo).
Il suo repertorio si focalizza sulla musica per tastiera dal XV al XVIII secolo: ha suonato con numerosi consort strumentali, orchestre di musica barocca, gruppi di danza antica e come accompagnatrice di solisti vocali in Estonia, Russia, Lettonia, Lituania, Finlandia, Germania, Norvegia e Francia. Tiene numerosi recital per organo e clavicembalo in Estonia, Lettonia, Finlandia, Russia, Svezia, Norvegia, Germania, Gran Bretagna, Svizzera, Danimarca ed Italia.
È attiva come pubblicista e traduttrice. Ha tradotto in estone libri come "Playing the harpsichord" (Ann Bond, 2010), "Seven Years in Tibet" (Heinrich Harrer, 2000) e ha partecipato alla traduzione di "Musik des Einsamen" (Hermann Hesse).

## Discografia
Ha effettuato registrazioni presso la Radio Nazionale Estone e registrato due CD: il primo (Espressione) con musiche di Antonio Valente, Giovanni de Macque, Ascanio Mayone e Girolamo Frescobaldi per la Radio Nazionale Estone; il secondo (Renaissance Organ Music from England & Italy) con musiche di Orlando Gibbons, William Byrd, Thomas Tomkins, Andrea Gabrieli, Giovanni Gabrieli e Claudio Merulo.

## Traduzioni
- Heinrich Harrer. "Sette anni in Tibet: la mia vita nella corte del Dalai Lama". Tallinn, Kupar, 2000 ISBN 9985612086
- Hermann Hesse. "Musica: osservazioni, poesie, scene e lettere". Tallinn, Art, 2005. ISBN 9949407583

### File audio
- Heino Eller - Jutustus - Marju Riisikamp (Estonia) - YouTube, su youtube.com.
- DELTA. Külaline. Marju Riisikamp. - Külaliseks on organist ja klavessiinimängija Marju Riisikamp.
- Eesti interpreedid: Kalev Kuljus ja Marju Riisikamp
- Oomuusika: Jean-Marie Leclair Sonaat G-duur traversflöödile ja basso continuole